# Bitwa w Dolinie Wydm
Bitwa w Dolinie Wydm (fr. Bataille du Val-ès-Dunes) – starcie zbrojne, które miało miejsce latem 1047 roku. W bitwie starły się połączone siły Wilhelma, księcia Normandii, i króla Francji Henryka I z siłami zbuntowanych normandzkich baronów, na czele których stał Guy de Brionne, syn księcia Burgundii.
Na skutek odniesionego zwycięstwa Wilhelm (późniejszy Wilhelm Zdobywca) był w stanie utrzymać się na tronie i objąć kontrolą buntowniczych baronów zachodnich połaci księstwa, a później pokusić się o podbój Anglii.

## Przyczyny
Wilhelm otrzymał tytuł książęcy w roku 1035, jako 7-letni nieślubny syn poprzedniego księcia, Roberta I Wspaniałego, który zmarł w Nicei w Azji Mniejszej podczas pielgrzymki do Ziemi Świętej. Kilku poddanych Wilhelma (między innymi Guy de Brionne, jego kuzyn) uważało, że mają większe prawa do tytułu, ale Wilhelm cieszył się poparciem króla Francji Henryka I i części baronów ze wschodniej, bardziej rozwiniętej, części księstwa.
W roku 1046 wrogowie Wilhelma, nazywanego pogardliwie Bękartem, postanowili zaatakować. Gdy nie powiódł się zamach na władcę na drodze w pobliżu Valognes na półwyspie Cotentin, zbuntowani arystokraci: Guy de Brionne, Rainulf de Briquessart wicehrabia Bayeux, Néel wicehrabia Saint-Sauveur, Hamon le Dentu baron Thorigny, Grimoald du Plessis i Raoul Taisson, dziedzic Cinglais, zaczęli formować armię, która wkrótce osiągnęła liczebność 20-25 tysięcy zbrojnych (liczby te mogą być zawyżone, niektórzy historycy, powołując się na kronikę Roberta Wace’a z Jersey, uważają, że ogólna liczba walczących pod Val-es-Dunes wynosiła 2000 osób).
W zachodniej i północnej Normandii, zamieszkanej przez "Starych Normanów", gdzie chrześcijaństwo się przyjęło, ale wciąż traktowane było jako "religia króla", mitologia nordycka była jeszcze żywa. Nic więc dziwnego, że zawołaniem bojowym buntowników było Thor Aїe! ("Thorze, pomóż!").

## Przebieg starcia
Wilhelmowi udało się wymknąć z zasadzki i udać natychmiast na dwór króla Henryka w Poissy. Błagał króla o pomoc i przypomniał, że bunt przeciw jego najwierniejszemu wasalowi to bunt przeciw niemu samemu. Henryk nie odmówił pomocy; natychmiast zebrał 10-tysięczną armię i skierował ją do Normandii (nie jest jasne, czy król uczestniczył osobiście w wyprawie).
Latem 1047 roku armia króla Henryka połączyła się ze znacznie szczuplejszymi siłami Wilhelma w pobliżu Caen, w sercu terytorium nieprzyjaciela. Wkrótce potem doszło do bitwy. Zaraz po rozpoczęciu starcia Raoul Taisson nagle zmienił stronę, przyłączył się do królewskiej armii i wraz ze swymi ludźmi uderzył na rebeliantów od tyłu. Następnego dnia walki toczyły się na piaszczystym terenie zwanym Doliną Wydm (Val-ès-Dunes), między dzisiejszymi wioskami Conteville, Garcelles-Secqueville i Chicheboville.
Bitwa składała się głównie z potyczek formacji kawalerii. Siły rebeliantów znacznie przewyższały liczebnie armię królewską, ale brakowało im jednolitego kierownictwa i koordynacji działań. Po przegraniu kilku drobnych starć (w czasie jednego z nich poległ Hamon le Dentu) buntownicy wpadli w panikę, poszli w rozsypkę i zaczęli uciekać ku zachodowi. Armia królewska ruszyła w pościg, zabijając tysiące rebeliantów; ci, którzy przeżyli, rzucali się w nurty rzeki Orne, w okolicach fortu Gue d'Athis i miasteczka Fleury-sur-Orne. Według Wace'a z Jersey, autora kroniki Roman de Rou (znanej też jako Geste de Normands), rebeliantów, którzy próbowali przeprawić się przez Orne, lecz potonęli, „było tak wielu, że unoszone przez wodę ciała zablokowały śluzę młyna Bourbillon”.

## Skutki

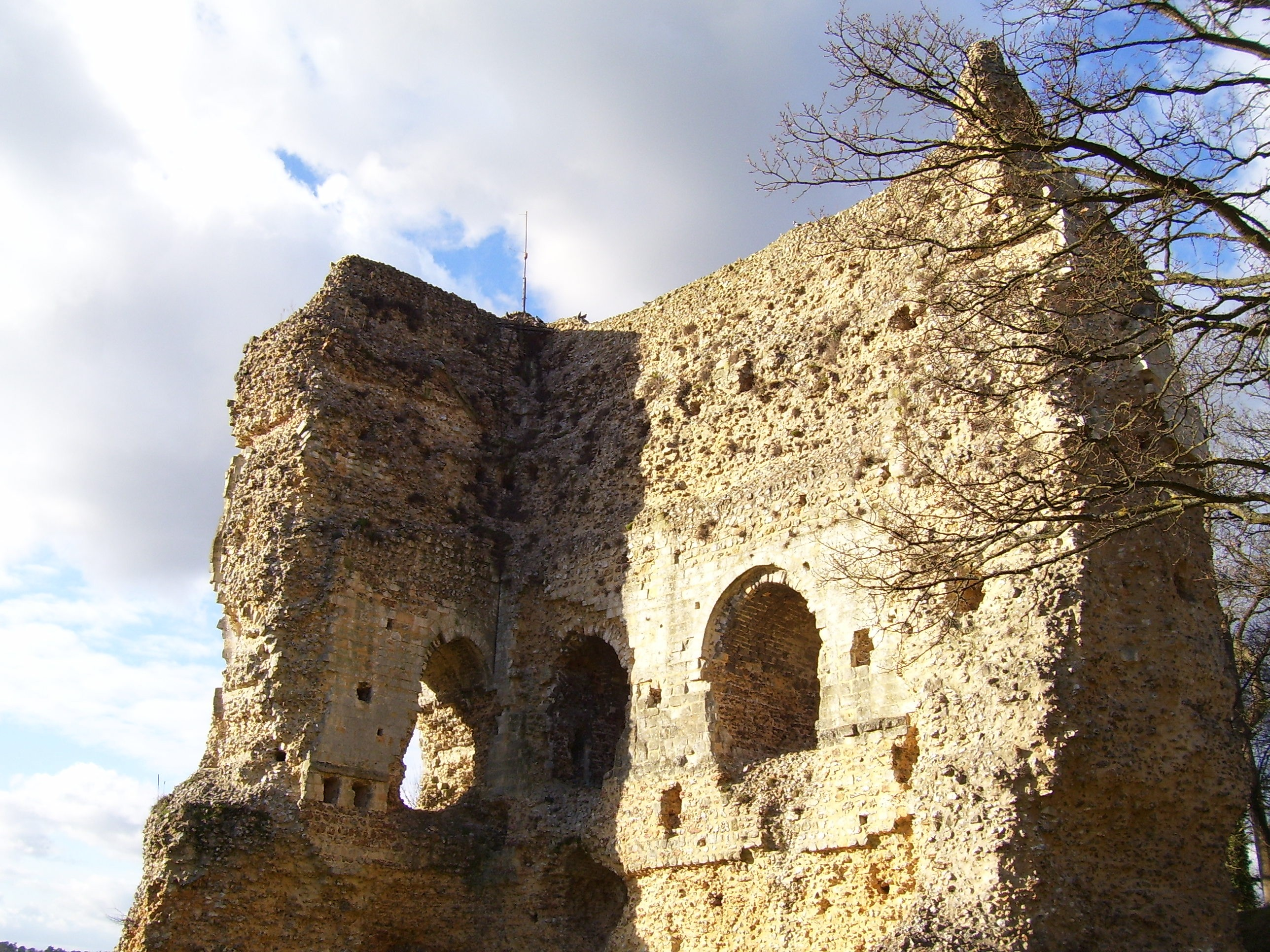
Pozostałości stołpu zamku w Brionne

Podczas gdy armia królewska ścigała większość sił rebeliantów uciekających na zachód, samozwańczy przywódca buntowników Guy de Brionne zbiegł na wschód i zamknął się w swym zamku Brionne, przygotowany na długotrwałe oblężenie. Siły Wilhelma wkrótce nadciągnęły i obległy zamek, ale mimo energicznie prowadzonych działań nie udało się Wilhelmowi zmusić fortecy do kapitulacji, co nastąpiło dopiero w 1050 roku. Przez cały ten czas nie był w stanie umocnić swej władzy książęcej w tej części Normandii, która leżała na wschód od Brionne.
Po bitwie w Val-ès-Dunes opozycja normandzkich baronów wobec rządów Wilhelma była nadal dość silna, ale ostatecznie udało się ich zmusić do zaprzysiężenia Pax et Treuga Dei (Pokoju Bożego) w Caen w październiku 1047. Ów Pokój Boży, wprowadzony w życie kilkadziesiąt lat wcześniej z pełną aprobatą Kościoła dla powstrzymania sobiepaństwa baronów, stanowił, że prywatne wojny i akty zemsty rodowej są zakazane od środy wieczorem do poniedziałku rano. Dawał też Wilhelmowi dodatkowe możliwości obrony swego książęcego tytułu: podobnie jak król, on sam nie musiał się stosować do reguł Pokoju Bożego. Chociaż pozycja Wilhelma – z wciąż broniącym się w swym stołpie Guyem de Brionne – była słaba, tym więcej, że musiał wybaczyć wielu baronom uczestnictwo w spisku, do kolejnego poważnego buntu doszło dopiero po pięciu latach. Raoul de Taisson został wynagrodzony za porzucenie w ostatniej chwili buntowników i przejście na stronę władcy, a nawet otrzymał rękę Matyldy, córki brata Herlevy (matki Wilhelma Zdobywcy). Postępek Raoula de Taisson wykazał wprawdzie jego chwiejność, Wilhelm zamierzał jednak wykorzystać jego siłę w przyszłości.